# Xiomara (voornaam)

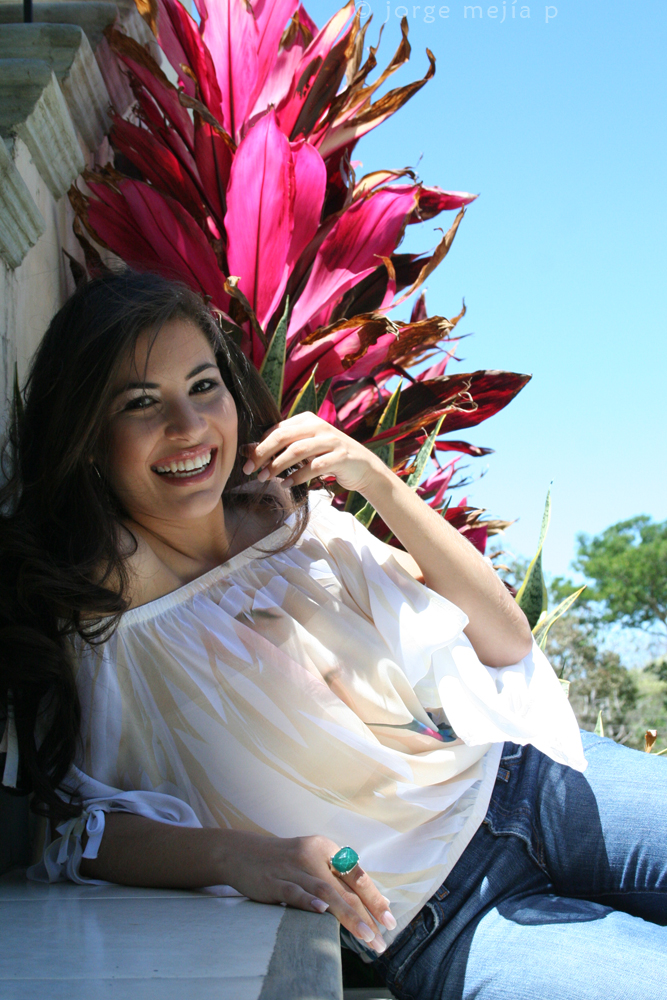
Xiomara Blandino, Miss Nicaragua 2007

Xiomara (alternatieve spelling: Kiomara) is een meisjesnaam afkomstig uit het Spaans. 
De naam is mogelijk verwant aan het Spaanse en Portugese Guiomar, wat op zijn beurt terug te voeren is op het Germaanse Wigmar. Deze naam betekent “beroemd in de strijd” (wig = “veldslag”, mar=“beroemd”).
In Nederland en België komt de naam weinig voor.

## Personen met de voornaam Xiomara
- Xiomara Alfaro, zangeres uit Cuba
- Xiomara Blandino, Miss Nicaragua in 2007
- Xiomara Griffith, judoka uit Venezuela
- Xiomara Laugart, zangeres uit Cuba
- Xiomara Reyes, balletdanseres uit de Verenigde Staten
- Xiomara Rivero, atlete uit Cuba, gespecialiseerd in het speerwerpen
- Xiomara Xibille, actrice en presentatrice uit Colombia
- Xiomara de Zelaya, vrouw van de voormalige president van Honduras, Manuel Zelaya